# Doris Abeßer

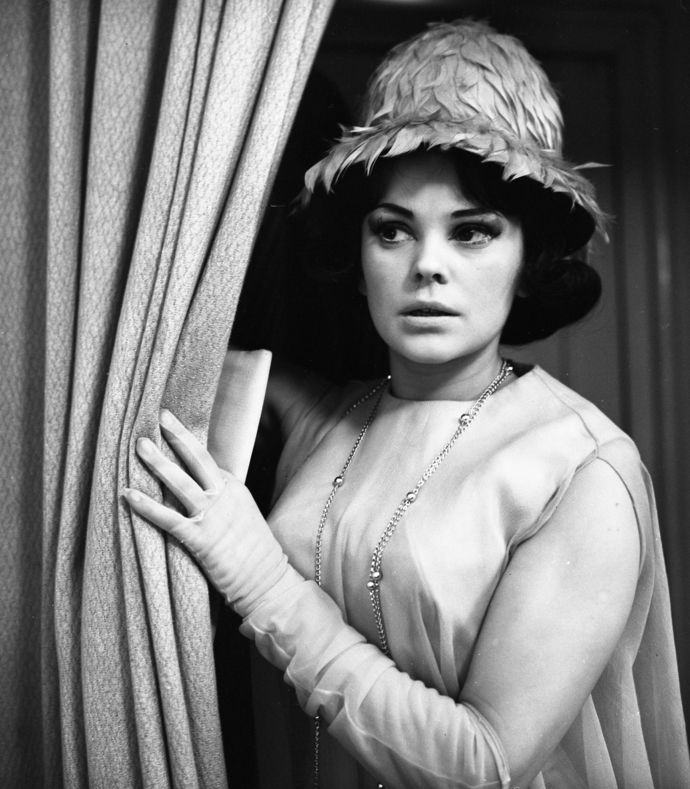
Doris Abeßer am Theatervorhang vor ihrem Auftritt (1962)

Doris Abeßer (* 15. März 1935 in Berlin; † 26. Januar 2016) war eine deutsche Schauspielerin, Hörspiel- und Synchronsprecherin, die seit 1952 in Filmen – anfangs bei der DEFA – und im Fernsehen zu sehen war, z. B. in den Fernsehserien Polizeiruf 110, Geschichten übern Gartenzaun, SOKO Leipzig und Tatort.

## Leben
Ihre Eltern waren der Posamentiermeister Kurt Abeßer und seine Ehefrau Berta. Schon während ihrer Jugend entdeckte Abeßer ihre Leidenschaft für die Schauspielerei. Sie nahm nach Abschluss der Oberschule mit 16 Jahren ihren ersten Schauspielunterricht und bewarb sich an der Staatlichen Schauspielschule Berlin-Schöneweide. Wegen ihres geringen Alters wurde sie abgelehnt. So begann sie 1953 auf Wunsch ihrer Eltern ein Pädagogikstudium im Institut für Lehrerbildung Berlin-Pankow, beendete es aber wegen der Schauspielerei nicht. Volljährig absolvierte sie 1953 bis 1956 ihre Schauspielausbildung an der Schauspielschule des Deutschen Theaters in Berlin. Ihr Schauspieldebüt gab Abeßer 1956 auf der Bühne in Senftenberg. Hier spielte sie drei Jahre lang Theater, ging 1959 zum Dresdner Staatstheater und danach an die Berliner Volksbühne.
In der Zeit des Kalten Krieges wurde sie mehrmals in antikapitalistischen Filmproduktionen der DDR eingesetzt. In Das Leben beginnt (1959) flüchtete sie in den Westen und kehrte später enttäuscht wieder zurück. In Septemberliebe (1960) hielt sie ihren Freund von einem derartigen Fluchtversuch ab.
Der DEFA-Film Der Frühling braucht Zeit (1965), in dem sie mitwirkte, wurde kurz nach seiner Uraufführung verboten. Im Anschluss war ihre Tätigkeit als Filmschauspielerin der DEFA fast erlegen. Sie spielte wieder mehr Theater; so am Friedrich-Wolf-Theater in Neustrelitz, unter anderem im Musical My Fair Lady. Von 1968 bis 1997 gehörte sie dem Metropol-Theater in Berlin an. Seit den 1990er-Jahren war sie auch in literarisch-musikalischen Programmen zu erleben. Daneben wirkte sie in zahlreichen Hörspielen des DDR-Rundfunks mit. 1997 führten sie Gastspiele im Rahmen eines Jacques-Offenbach-Abends nach Italien und in die Schweiz.
Doris Abeßer war mit dem deutschen Regisseur Günter Stahnke verheiratet und hatte aus dieser Beziehung einen gemeinsamen Sohn (* 1963).

## Filmografie
- 1956: Kawulke contra Meyer (Fernsehfilm)
- 1956: Zwischenfall in Benderath
- 1957: Bärenburger Schnurre
- 1959: Eine alte Liebe
- 1959: Romeo, Julia und die Finsternis (Fernsehfilm)
- 1960: Das Leben beginnt
- 1960: Seilergasse 8
- 1961: Septemberliebe
- 1961: Professor Mamlock
- 1962: Am Kreuzweg (Fernsehfilm)
- 1962: Der Gast (Fernsehfilm)
- 1962: Clavigo (Fernsehfilm)
- 1962: Stelldichein bei Huckebein (Fernsehserie, Folge Der Kuß)
- 1963: Man spielt nicht mit der Liebe (Fernsehfilm)
- 1963: Verliebt und vorbestraft
- 1963: Viel Lärm um nichts (Fernsehfilm)
- 1963: Das Bild des Bruders (Fernsehfilm)
- 1964: … und immer wieder leben (Fernsehfilm)
- 1964: Das Lied vom Trompeter
- 1964: Doppelt oder nichts (Fernsehzweiteiler)
- 1965: Mörder auf Urlaub
- 1965: 24 Stunden in Atlanta (Fernsehfilm)
- 1965: Sonntagmorgen in Chicago (Fernsehfilm)
- 1965: Der Frühling braucht Zeit
- 1966: Donna Diana (Fernsehfilm)
- 1966: Erlesenes (Fernsehserie, Folge Venus)
- 1967: Der Fall hinauf (Fernsehfilm)
- 1967: Um Mitternacht beginnt hier das Leben (Fernsehfilm)
- 1968: Hauptmann Florian von der Mühle
- 1969: Märchenbrunnen (Fernsehfilm)
- 1970: Erlesenes (Fernsehserie, Folge Steinreich)
- 1970: Biederleute (Fernsehfilm)
- 1973: Der Mann (Fernsehfilm)
- 1975: Sensationsprozeß Marie Lafarge (Fernsehfilm)
- 1977: Polizeiruf 110: Trickbetrügerin gesucht (Fernsehreihe)
- 1978: Rentner haben niemals Zeit (Fernsehserie, Folge Starthilfe)
- 1978: Zwerg Nase (Fernsehfilm)
- 1979: Das Idol von Mordassow (Fernsehfilm)
- 1979: Pinselheinrich (Fernsehfilm)
- 1981: Die Gäste der Mathilde Lautenschläger (Fernsehfilm)
- 1981: Das Streichquartett (Fernsehfilm)
- 1982: Geschichten übern Gartenzaun (Fernsehserie, 7 Folgen)
- 1982: Meine Frau macht mich verrückt (Fernsehfilm)
- 1983: Zille und ick
- 1983: Ein Mann zum Heiraten (Fernsehfilm)
- 1985: Neues übern Gartenzaun (Fernsehserie, 7 Folgen)
- 1986: Der Staatsanwalt hat das Wort: Die Kette (Fernsehreihe)
- 1986: Jungfer Miras Mirakel (Fernsehfilm)
- 1987: Drei reizende Schwestern (Fernsehserie, Folge Trick 17)
- 1987: Die schwarz-goldene Schlange (Fernsehfilm)
- 1989: Polizeiruf 110: Drei Flaschen Tokajer (Fernsehreihe)
- 1996: Für alle Fälle Stefanie (Fernsehserie, Folge Dein wahres Gesicht)
- 1997: Praxis Bülowbogen (Fernsehserie)
- 1997: Polizeiruf 110: Die falsche Sonja (Fernsehreihe)
- 2001: Paris-Teltow (Fernsehfilm)
- 2001: Berlin is in Germany
- 2001: Tatort: Verhängnisvolle Begierde (Fernsehreihe)
- 2002: Mehr als nur Sex (Fernsehfilm)
- 2002: Kleeblatt küsst Kaktus (Fernsehfilm)
- 2003: Edel & Starck (Fernsehserie, Folge Alleinsein ist schön)
- 2005: SOKO Leipzig (Fernsehserie, Folge Bücherwahn)
- 2005: In aller Freundschaft (Fernsehserie, Folge Zweite Begegnung)
- 2008: KDD – Kriminaldauerdienst (Fernsehserie, zwei Folgen)
- 2009: Doktor Martin
- 2009: Notruf Hafenkante (Fernsehserie, Folge Harte Jungs)
- 2010: Magda (Fernsehfilm)
- 2010: Deadline – Jede Sekunde zählt (Fernsehserie, Folge Schlafende Hunde)
- 2010: SOKO Wismar (Fernsehserie, Folge Barvermögen)

## Theater
- 1960: Lew Tolstoi: Krieg und Frieden – Regie: Ottofritz Gaillard  (Schauspielhaus Dresden)
- 1961: Hedda Zinner: Ravensbrücker Ballade (Mira) – Regie: Fritz Wisten (Volksbühne Berlin)
- 1961: Walter Hasenclever: Ein besserer Herr (Compass-Tochter) – Regie: Emil Stöhr (Volksbühne Berlin)
- 1962: Gerhart Hauptmann: Florian Geyer (Marei) – Regie: Wolfgang Heinz (Volksbühne Berlin)
- 1962: Gotthold Ephraim Lessing: Emilia Galotti (Emilia) – Regie: Gerd Klein (Volksbühne Berlin)
- 1970: Helmut Bez/Jürgen Degenhardt nach Franz und Paul von Schönthan: Bretter, die die Welt bedeuten (Primadonna) – Regie: Hans-Joachim Martens (Metropol-Theater Berlin)
- 1971: Conny Odd/Maurycy Janowski: Karambolage (Berlinerin) – Regie: Hans-Joachim Martens (Metropol-Theater Berlin)
- 1974: Jerome David Kern: Show Boat – Regie: Hans-Joachim Martens (Metropol-Theater Berlin)
- 1976: Neil Simon/Cy Coleman: Sweet Charity (Charity) – Regie: Hans-Joachim Martens (Metropol-Theater Berlin)
- 1982: Helmut Bez/Jürgen Degenhardt nach Franz und Paul von Schönthan: Bretter, die die Welt bedeuten (Bella) – Regie: Hans-Joachim Martens (Metropol-Theater Berlin)

## Hörspiele
- 1961: Horst Girra: Feuersalamander (Heidi) – Regie: Detlev Witte (Hörspiel – Rundfunk der DDR)
- 1961: Ferenc Taar: Die Schlacht in der Veréb-Gasse (Rozsika) – Regie: Helmut Hellstorff (Rundfunk der DDR)
- 1961: Anna Elisabeth Wiede: Die Sonnenuhr (Selphinchen) – Regie: Flora Hoffmann (Kinderhörspiel – Rundfunk der DDR; Übernahme durch Litera, 1963)
- 1962: Charles Dickens: Oliver Twist – Regie: Dora König (Kinderhörspiel – Rundfunk der DDR)
- 1963: Hasso Laudon: Wie Anette ihre Schulmappe suchte (Eichhörnchen Zipfelohr) – Regie: Flora Hoffmann (Kinderhörspiel – Rundfunk der DDR)
- 1964: Jacques Constant: General Frédéric (Mabel) – Regie: Hans Knötzsch (Hörspiel – Rundfunk der DDR)
- 1967: Alfred Schrader: Eine alte Geschichte (Ev) – Regie: Herbert Molegg (Hörspiel – Rundfunk der DDR)
- 1967: Klaus Beuchler: Alltag eines Arztes (Silvia Steiger) – Regie: Uwe Haacke (Hörspiel – Rundfunk der DDR)
- 1970: Finn Havrevold: Katastrophe (Ängstliche Stimme) – Regie: Helmut Hellstorff (Hörspiel – Rundfunk der DDR)
- 1973: Paul Everac: Die Mitgift (Lola) – Regie: Helmut Hellstorff (Hörspiel – Rundfunk der DDR)
- 1973: Honoré de Balzac: Der Ehevertrag – Regie: Horst Liepach (Hörspiel (3 Teile) – Rundfunk der DDR)
- 1973: Hans-Ulrich Lüdemann: Überlebe das Grab (Freundin) – Regie: Werner Grunow (Hörspiel – Rundfunk der DDR)
- 1973: Ulrich Waldner: Frau Lämmlein (Frau Lämmlein) – Regie: Joachim Gürtner (Hörspielreihe: Neumann, zweimal klingeln – Rundfunk der DDR)
- 1974: Ján Milczák: Die letzten Drei (Frau) – Regie: Helmut Hellstorff (Hörspiel – Rundfunk der DDR)
- 1975: Joachim Herz-Glombitza: Die Kulturkanone (Frau Lämmlein) – Regie: Joachim Gürtner (Hörspielreihe: Neumann, zweimal klingeln – Rundfunk der DDR)
- 1975: Irmgard Keun: Das kunstseidene Mädchen (Tilli) – Regie: Wolfgang Brunecker (Hörspiel – Rundfunk der DDR)
- 1976: Rudolf Braune: Das Mädchen an der Orga Privat (Lotte) – Regie: Barbara Plensat (Hörspiel – Rundfunk der DDR)
- 1976: Joachim Brehmer: Meine Frau Inge und meine Frau Schmidt (Inge) – Regie: Achim Scholz (Hörspiel – Rundfunk der DDR)
- 1976: Rodney David Wingfield: Auf Provisionsbasis (Jean) – Regie: Helmut Hellstorff (Hörspiel – Rundfunk der DDR)
- 1979: Charles Dickens: Der ungebetene Gast (Mrs. Cratchit) – Regie: Horst Liepach (Kinderhörspiel – Rundfunk der DDR)
- 1979: Wibke Martin: Die Bürgen (Frau Gnösel) – Regie: Joachim Staritz (Hörspiel – Rundfunk der DDR)
- 1981: Giorgio Bandini: Unser unmenschliches Haus – Regie: Helmut Hellstorff (Hörspiel – Rundfunk der DDR)
- 1981: Hans Siebe: Drei Bagnaresi (Sonja) – Regie: Horst Liepach (Hörspiel – Rundfunk der DDR)
- 1982: Adolf Glaßbrenner: Herr Buffey macht einen Ausflug (Zweite Frau) – Regie: Werner Grunow (Hörspiel – Rundfunk der DDR)
- 1983: Horst Ulbricht: Kinderlitzchen (Frau K.) – Regie: Peter Groeger (Hörspiel – Rundfunk der DDR)
- 1984: Brüder Grimm: Der Teufel mit den drei goldenen Haaren (Städter) – Regie: Maritta Hübner (Kinderhörspiel – Litera)
- 1985: Brigitte Reimann: Franziska Linkerhand (Gertrud) – Regie: Walter Niklaus (Hörspiel – Rundfunk der DDR)
- 1987: Katrin Lange: Die Brandstifterin (Meißner) – Regie: Werner Grunow (Hörspielreihe Tatbestand, Nr. 35 – Rundfunk der DDR)
- 1987: Brüder Grimm: Drosselbart – Regie: Maritta Hübner (Kinderhörspiel – Rundfunk der DDR)
- 1988: Katja Oelmann: Steig der Stadt aufs Dach (Frau) – Regie: Barbara Plensat (Hörspiel – Rundfunk der DDR)
- 1988: Thomas Rosenlöcher: Das Gänseblümchen (Frau) – Regie: Werner Grunow (Kinderhörspiel – Rundfunk der DDR)
- 1990: Waldtraut Lewin: Der goldene Regen – Regie: Barbara Plensath (Hörspiel – Rundfunk der DDR)
- 1990: Jan Eik: Der letzte Anruf (Frau Marmulla) – Regie: Barbara Plensat (Hörspiel – Funkhaus Berlin)
- 1990: Valerie Radtke: Mein großer Brief – Regie: Horst Liepach (Hörspiel – Funkhaus Berlin)
- 1992: Brüder Grimm: Der Fischer und seine Frau (Die Wellen) – Regie: Barbara Plensat (Kinderhörspiel – DS Kultur)
- 1997: Irmgard Keun: Gilgi, eine von uns (Dienstmädchen) – Regie: Barbara Plensat (Hörspiel – NDR)
- 1998: Michail Bulgakow: Der Meister und Margarita – Regie: Petra Meyenburg (Hörspiel (30 Teile) – MDR)
- 2002: Samuel Shem: House of God (Ina) – Regie: Norbert Schaeffer (Hörspiel – MDR)
- 2003: Dylan Thomas: Unter dem Milchwald (Zweite Frau) – Regie: Götz Fritsch (Hörspiel – MDR)

## Auszeichnungen
- „Filmliebling des Jahres 1961“ der Jugendzeitschrift Neues Leben
- 1961: Erich-Weinert-Medaille (Kunstpreis der FDJ)